# Az AFC Ajax szezonjai
Az AFC Ajax (Amsterdamsche Football Club Ajax) a holland labdarúgás leghíresebb és legnépszerűbb egyesülete. A klubot 1900. március 18-án alapították. A holland labdarúgóklubok közül az Ajax nyerte el eddig a legtöbb bajnoki címet, és a nemzetközi porondon is ők a legsikeresebbek. A századfordulón – amikor Pierre de Coubertin báró kezdeményezésére felújították az olimpiai játékok hagyományát – szerte a világon fellendült a sportélet, sportegyesületek alakultak, és szinte magától értetődő volt ezeket a klubokat a görög mitológia egyes szereplőiről elnevezni. Így történt ez az amszterdami klub esetében is, amely az Ajax nevet Homérosz Iliaszának főhőséről, „nagy Aiasz”-ról kapta.

## Amatőr időszak (1900-1956)
Az Ajax első bajnoki szezonját az 1900-01-es szezonban játszotta le. Ekkor még a legalacsonyabb amatőr osztályban szerepeltek. Két szezon múlva már a harmadik osztályban vívták mérkőzéseiket, a bajnokságot pedig azonnal meg is nyerték és feljutottak a második osztályba. Ezek után 8 szezonon keresztül itt szerepeltek és végül az 1911-12-es szezonban szerepelhettek először az első osztályban. Három szezonon keresztül voltak tagjai a legmagasabb osztálynak, míg az 1913-14-es szezonban végül kiestek. Ez volt történetük során az eddigi egyetlen eset, hogy kiestek a legmagasabb osztályból. Végül az 1917-18-as szezonra újra visszakerültek és azonnal megnyerték történetük első bajnoki címét az első osztályban. Ezek után végig itt játszottak és az 1955-56-os szezonig összesen 8 bajnoki címet szereztek. A holland kupát pedig 2 alkalommal sikerült megnyerniük.
Az amatőr időszakban a holland első osztály több csoportból állt. Az Ajax a nyugati csoportban volt amit több alkalommal meg is nyertek. Viszont 2 alkalommal a csoportelsők külön csoportjában végül lemaradtak a dobogóról.
Azokban a szezonokban amikor nem az első osztályban szerepeltek, csak a kupában szerzett gólok alapján van beírva a házon belüli gólkirály személye.
| Szezonok | Bajnokság                                                        | Bajnokság                                                        | Bajnokság                                                        | Bajnokság                                                        | Bajnokság                                                        | Bajnokság                                                        | Bajnokság                                                        | Bajnokság                                                        | Holland-kupa                                                     | Gólkirály(ok)                                                    | Gólkirály(ok)                                                    | Gólkirály(ok)                                                    |
| Szezonok | Osztály                                                          | Végeredmény                                                      | Mérkőzések                                                       | Gy                                                               | D                                                                | V                                                                | Gólarány                                                         | Pontszám                                                         | Holland-kupa                                                     | Név                                                              | Bajnoki                                                          | Összes                                                           |
| -------- | ---------------------------------------------------------------- | ---------------------------------------------------------------- | ---------------------------------------------------------------- | ---------------------------------------------------------------- | ---------------------------------------------------------------- | ---------------------------------------------------------------- | ---------------------------------------------------------------- | ---------------------------------------------------------------- | ---------------------------------------------------------------- | ---------------------------------------------------------------- | ---------------------------------------------------------------- | ---------------------------------------------------------------- |
| 1900-01  | Nem szerepeltek az elsőosztályban                                | Nem szerepeltek az elsőosztályban                                | Nem szerepeltek az elsőosztályban                                | Nem szerepeltek az elsőosztályban                                | Nem szerepeltek az elsőosztályban                                | Nem szerepeltek az elsőosztályban                                | Nem szerepeltek az elsőosztályban                                | Nem szerepeltek az elsőosztályban                                | Nem szerepelt                                                    | -                                                                | -                                                                | -                                                                |
| 1901-02  | Nem szerepeltek az elsőosztályban                                | Nem szerepeltek az elsőosztályban                                | Nem szerepeltek az elsőosztályban                                | Nem szerepeltek az elsőosztályban                                | Nem szerepeltek az elsőosztályban                                | Nem szerepeltek az elsőosztályban                                | Nem szerepeltek az elsőosztályban                                | Nem szerepeltek az elsőosztályban                                | Nem szerepelt                                                    | -                                                                | -                                                                | -                                                                |
| 1902-03  | Nem szerepeltek az elsőosztályban                                | Nem szerepeltek az elsőosztályban                                | Nem szerepeltek az elsőosztályban                                | Nem szerepeltek az elsőosztályban                                | Nem szerepeltek az elsőosztályban                                | Nem szerepeltek az elsőosztályban                                | Nem szerepeltek az elsőosztályban                                | Nem szerepeltek az elsőosztályban                                | Nem szerepelt                                                    | -                                                                | -                                                                | -                                                                |
| 1903-04  | Nem szerepeltek az elsőosztályban                                | Nem szerepeltek az elsőosztályban                                | Nem szerepeltek az elsőosztályban                                | Nem szerepeltek az elsőosztályban                                | Nem szerepeltek az elsőosztályban                                | Nem szerepeltek az elsőosztályban                                | Nem szerepeltek az elsőosztályban                                | Nem szerepeltek az elsőosztályban                                | Nem szerepelt                                                    | -                                                                | -                                                                | -                                                                |
| 1904-05  | Nem szerepeltek az elsőosztályban                                | Nem szerepeltek az elsőosztályban                                | Nem szerepeltek az elsőosztályban                                | Nem szerepeltek az elsőosztályban                                | Nem szerepeltek az elsőosztályban                                | Nem szerepeltek az elsőosztályban                                | Nem szerepeltek az elsőosztályban                                | Nem szerepeltek az elsőosztályban                                | 1. forduló                                                       | ismeretlen                                                       | ismeretlen                                                       | ismeretlen                                                       |
| 1905-06  | Nem szerepeltek az elsőosztályban                                | Nem szerepeltek az elsőosztályban                                | Nem szerepeltek az elsőosztályban                                | Nem szerepeltek az elsőosztályban                                | Nem szerepeltek az elsőosztályban                                | Nem szerepeltek az elsőosztályban                                | Nem szerepeltek az elsőosztályban                                | Nem szerepeltek az elsőosztályban                                | 3. forduló                                                       | ismeretlen                                                       | ismeretlen                                                       | ismeretlen                                                       |
| 1906-07  | Nem szerepeltek az elsőosztályban                                | Nem szerepeltek az elsőosztályban                                | Nem szerepeltek az elsőosztályban                                | Nem szerepeltek az elsőosztályban                                | Nem szerepeltek az elsőosztályban                                | Nem szerepeltek az elsőosztályban                                | Nem szerepeltek az elsőosztályban                                | Nem szerepeltek az elsőosztályban                                | 1. forduló                                                       | kupában nem szereztek gólt                                       | kupában nem szereztek gólt                                       | kupában nem szereztek gólt                                       |
| 1907-08  | Nem szerepeltek az elsőosztályban                                | Nem szerepeltek az elsőosztályban                                | Nem szerepeltek az elsőosztályban                                | Nem szerepeltek az elsőosztályban                                | Nem szerepeltek az elsőosztályban                                | Nem szerepeltek az elsőosztályban                                | Nem szerepeltek az elsőosztályban                                | Nem szerepeltek az elsőosztályban                                | 2. forduló                                                       | ismeretlen                                                       | ismeretlen                                                       | ismeretlen                                                       |
| 1908-09  | Nem szerepeltek az elsőosztályban                                | Nem szerepeltek az elsőosztályban                                | Nem szerepeltek az elsőosztályban                                | Nem szerepeltek az elsőosztályban                                | Nem szerepeltek az elsőosztályban                                | Nem szerepeltek az elsőosztályban                                | Nem szerepeltek az elsőosztályban                                | Nem szerepeltek az elsőosztályban                                | 3. forduló                                                       | ismeretlen                                                       | ismeretlen                                                       | ismeretlen                                                       |
| 1909-10  | Nem szerepeltek az elsőosztályban                                | Nem szerepeltek az elsőosztályban                                | Nem szerepeltek az elsőosztályban                                | Nem szerepeltek az elsőosztályban                                | Nem szerepeltek az elsőosztályban                                | Nem szerepeltek az elsőosztályban                                | Nem szerepeltek az elsőosztályban                                | Nem szerepeltek az elsőosztályban                                | Nem szerepelt                                                    | -                                                                | -                                                                | -                                                                |
| 1910-11  | Nem szerepeltek az elsőosztályban                                | Nem szerepeltek az elsőosztályban                                | Nem szerepeltek az elsőosztályban                                | Nem szerepeltek az elsőosztályban                                | Nem szerepeltek az elsőosztályban                                | Nem szerepeltek az elsőosztályban                                | Nem szerepeltek az elsőosztályban                                | Nem szerepeltek az elsőosztályban                                | 1. forduló                                                       | ismeretlen                                                       | ismeretlen                                                       | ismeretlen                                                       |
| 1911-12  | Első osztály                                                     | 8. hely                                                          | 18                                                               | 4                                                                | 7                                                                | 7                                                                | 25ː33                                                            | 15                                                               | 3. forduló                                                       | Piet van den Broeke                                              | 9                                                                | 15                                                               |
| 1912-13  | Első osztály                                                     | 9. hely                                                          | 18                                                               | 6                                                                | 2                                                                | 10                                                               | 22ː47                                                            | 14                                                               | Nyolcaddöntő                                                     | Jan Grootmeijer                                                  | 7                                                                | 10                                                               |
| 1913-14  | Első osztály                                                     | 10. hely                                                         | 18                                                               | 5                                                                | 2                                                                | 11                                                               | 22ː44                                                            | 12                                                               | Nyolcaddöntő                                                     | Piet Prins                                                       | 4                                                                | 4                                                                |
| 1914-15  | Nem szerepeltek az elsőosztályban                                | Nem szerepeltek az elsőosztályban                                | Nem szerepeltek az elsőosztályban                                | Nem szerepeltek az elsőosztályban                                | Nem szerepeltek az elsőosztályban                                | Nem szerepeltek az elsőosztályban                                | Nem szerepeltek az elsőosztályban                                | Nem szerepeltek az elsőosztályban                                | 1. forduló                                                       | ismeretlen                                                       | ismeretlen                                                       | ismeretlen                                                       |
| 1915-16  | Nem szerepeltek az elsőosztályban                                | Nem szerepeltek az elsőosztályban                                | Nem szerepeltek az elsőosztályban                                | Nem szerepeltek az elsőosztályban                                | Nem szerepeltek az elsőosztályban                                | Nem szerepeltek az elsőosztályban                                | Nem szerepeltek az elsőosztályban                                | Nem szerepeltek az elsőosztályban                                | Nem szerepelt                                                    | -                                                                | -                                                                | -                                                                |
| 1916-17  | Nem szerepeltek az elsőosztályban                                | Nem szerepeltek az elsőosztályban                                | Nem szerepeltek az elsőosztályban                                | Nem szerepeltek az elsőosztályban                                | Nem szerepeltek az elsőosztályban                                | Nem szerepeltek az elsőosztályban                                | Nem szerepeltek az elsőosztályban                                | Nem szerepeltek az elsőosztályban                                | Kupagyőztes                                                      | Theo Brokmann                                                    | Theo Brokmann                                                    | 7                                                                |
| 1917-18  | Első osztály                                                     | Bajnoki cím                                                      | 30                                                               | 20                                                               | 6                                                                | 4                                                                | 74ː24                                                            | 46                                                               | 2. forduló                                                       | Theo Brokmann                                                    | 20                                                               | 30                                                               |
| 1918-19  | Első osztály                                                     | Bajnoki cím                                                      | 30                                                               | 24                                                               | 6                                                                | 0                                                                | 86ː17                                                            | 54                                                               | Nem rendeztek kupát                                              | Jan van Dort                                                     | 29                                                               | 29                                                               |
| 1919-20  | Első osztály                                                     | 5. hely                                                          | 22                                                               | 8                                                                | 7                                                                | 7                                                                | 34ː31                                                            | 23                                                               | Nem szerepelt                                                    | Jan van Dort                                                     | 7                                                                | 18                                                               |
| 1920-21  | Első osztály                                                     | 3. hely                                                          | 28                                                               | 21                                                               | 1                                                                | 4                                                                | 64ː29                                                            | 43                                                               | Nem szerepelt                                                    | Wim Gupffert                                                     | 13                                                               | 28                                                               |
| 1921-22  | Első osztály                                                     | 3. hely                                                          | 22                                                               | 8                                                                | 10                                                               | 4                                                                | 31ː22                                                            | 26                                                               | Nem rendeztek kupát                                              | Jan van Dort                                                     | 10                                                               | 21                                                               |
| 1922-23  | Első osztály                                                     | 5. hely                                                          | 22                                                               | 9                                                                | 5                                                                | 8                                                                | 32ː27                                                            | 23                                                               | Nem rendeztek kupát                                              | Wim Addicks                                                      | 14                                                               | 22                                                               |
| 1923-24  | Első osztály                                                     | 6. hely                                                          | 18                                                               | 7                                                                | 3                                                                | 8                                                                | 35ː27                                                            | 17                                                               | Nem rendeztek kupát                                              | Theo Brokmann                                                    | 9                                                                | 16                                                               |
| 1924-25  | Első osztály                                                     | 3. hely                                                          | 18                                                               | 9                                                                | 5                                                                | 4                                                                | 51ː25                                                            | 23                                                               | Nyolcaddöntő                                                     | Wim Volkers                                                      | 13                                                               | 16                                                               |
| 1925-26  | Első osztály                                                     | 4. hely                                                          | 18                                                               | 9                                                                | 4                                                                | 5                                                                | 43ː27                                                            | 22                                                               | 3. forduló                                                       | Frans Rutte                                                      | 15                                                               | 17                                                               |
| 1926-27  | Első osztály                                                     | 3. hely                                                          | 26                                                               | 16                                                               | 3                                                                | 7                                                                | 63ː30                                                            | 35                                                               | 3. forduló                                                       | Henk Hordijk                                                     | 19                                                               | 21                                                               |
| 1927-28  | Első osztály                                                     | 2. hely                                                          | 26                                                               | 20                                                               | 3                                                                | 3                                                                | 72ː23                                                            | 43                                                               | 3. forduló                                                       | Ger van der Meer                                                 | 15                                                               | 20                                                               |
| 1928-29  | Első osztály                                                     | 8. hely                                                          | 18                                                               | 6                                                                | 2                                                                | 10                                                               | 36ː39                                                            | 14                                                               | Nem rendeztek kupát                                              | Wim Volkers                                                      | 11                                                               | 18                                                               |
| 1929-30  | Első osztály                                                     | 2. hely                                                          | 26                                                               | 15                                                               | 4                                                                | 7                                                                | 71ː30                                                            | 34                                                               | Elődöntő                                                         | Piet van Reenen                                                  | 26                                                               | 28                                                               |
| 1930-31  | Első osztály                                                     | Bajnoki cím                                                      | 26                                                               | 19                                                               | 5                                                                | 2                                                                | 104ː35                                                           | 43                                                               | Nem rendeztek kupát                                              | Piet van Reenen                                                  | 23                                                               | 32                                                               |
| 1931-32  | Első osztály                                                     | Bajnoki cím                                                      | 26                                                               | 19                                                               | 4                                                                | 3                                                                | 106ː42                                                           | 42                                                               | 3. forduló                                                       | Piet van Reenen                                                  | 24                                                               | 39                                                               |
| 1932-33  | Első osztály                                                     | 2. hely                                                          | 18                                                               | 10                                                               | 4                                                                | 4                                                                | 55ː37                                                            | 24                                                               | Nem rendeztek kupát                                              | Piet van Reenen                                                  | 18                                                               | 23                                                               |
| 1933-34  | Első osztály                                                     | Bajnoki cím                                                      | 28                                                               | 21                                                               | 3                                                                | 4                                                                | 97ː44                                                            | 45                                                               | Nem szerepelt                                                    | Piet van Reenen                                                  | 20                                                               | 30                                                               |
| 1934-35  | Első osztály                                                     | 3. hely                                                          | 26                                                               | 18                                                               | 2                                                                | 6                                                                | 78ː27                                                            | 38                                                               | 4. forduló                                                       | Piet van Reenen                                                  | 24                                                               | 24                                                               |
| 1935-36  | Első osztály                                                     | 2. hely                                                          | 26                                                               | 16                                                               | 3                                                                | 7                                                                | 82ː52                                                            | 35                                                               | 4. forduló                                                       | Piet van Reenen                                                  | 22                                                               | 25                                                               |
| 1936-37  | Első osztály                                                     | Bajnoki cím                                                      | 26                                                               | 21                                                               | 2                                                                | 3                                                                | 67ː28                                                            | 44                                                               | Nem szerepelt                                                    | Piet van Reenen                                                  | 25                                                               | 30                                                               |
| 1937-38  | Első osztály                                                     | 2. hely                                                          | 18                                                               | 12                                                               | 3                                                                | 3                                                                | 62ː20                                                            | 27                                                               | 3. forduló                                                       | Piet van Reenen                                                  | 14                                                               | 16                                                               |
| 1938-39  | Első osztály                                                     | Bajnoki cím                                                      | 26                                                               | 17                                                               | 5                                                                | 4                                                                | 66ː30                                                            | 39                                                               | Nem szerepelt                                                    | Rinus Bijl                                                       | 22                                                               | 24                                                               |
| 1939-40  | Első osztály                                                     | 6. hely                                                          | 18                                                               | 7                                                                | 3                                                                | 8                                                                | 35ː37                                                            | 17                                                               | Nem rendeztek kupát                                              | Gerrit Fischer                                                   | 11                                                               | 17                                                               |
| 1940-41  | Első osztály                                                     | 2. hely                                                          | 18                                                               | 8                                                                | 6                                                                | 4                                                                | 53ː31                                                            | 22                                                               | Nem rendeztek kupát                                              | Rinus Bijl                                                       | 12                                                               | 13                                                               |
| 1941-42  | Első osztály                                                     | 6. hely                                                          | 18                                                               | 6                                                                | 7                                                                | 5                                                                | 32ː27                                                            | 19                                                               | Nem rendeztek kupát                                              | Theo Brokmann Jr.                                                | 8                                                                | 13                                                               |
| 1942-43  | Első osztály                                                     | 6. hely                                                          | 18                                                               | 6                                                                | 4                                                                | 8                                                                | 39ː39                                                            | 16                                                               | Kupagyőztes                                                      | Theo Brokmann Jr.                                                | 10                                                               | 17                                                               |
| 1943-44  | Első osztály                                                     | 2. hely                                                          | 18                                                               | 10                                                               | 3                                                                | 5                                                                | 53ː28                                                            | 23                                                               | 2. forduló                                                       | Theo Brokmann Jr.                                                | 17                                                               | 21                                                               |
| 1944-45  | Nem rendeztek sem bajnokságot, sem kupát a II. világháború miatt | Nem rendeztek sem bajnokságot, sem kupát a II. világháború miatt | Nem rendeztek sem bajnokságot, sem kupát a II. világháború miatt | Nem rendeztek sem bajnokságot, sem kupát a II. világháború miatt | Nem rendeztek sem bajnokságot, sem kupát a II. világháború miatt | Nem rendeztek sem bajnokságot, sem kupát a II. világháború miatt | Nem rendeztek sem bajnokságot, sem kupát a II. világháború miatt | Nem rendeztek sem bajnokságot, sem kupát a II. világháború miatt | Nem rendeztek sem bajnokságot, sem kupát a II. világháború miatt | Nem rendeztek sem bajnokságot, sem kupát a II. világháború miatt | Nem rendeztek sem bajnokságot, sem kupát a II. világháború miatt | Nem rendeztek sem bajnokságot, sem kupát a II. világháború miatt |
| 1945-46  | Első osztály                                                     | 2. hely                                                          | 30                                                               | 22                                                               | 3                                                                | 5                                                                | 105ː51                                                           | 47                                                               | Nem rendeztek kupát                                              | Guus Dräger                                                      | 24                                                               | 30                                                               |
| 1946-47  | Első osztály                                                     | Bajnoki cím                                                      | 30                                                               | 21                                                               | 4                                                                | 5                                                                | 82ː47                                                            | 46                                                               | Nem rendeztek kupát                                              | Gerard Bruins                                                    | 13                                                               | 16                                                               |
| 1947-48  | Első osztály                                                     | 3. hely                                                          | 20                                                               | 7                                                                | 7                                                                | 6                                                                | 38ː31                                                            | 21                                                               | Nem szerepelt                                                    | Gerard Bruins                                                    | 14                                                               | 20                                                               |
| 1948-49  | Első osztály                                                     | 4. hely                                                          | 20                                                               | 9                                                                | 5                                                                | 6                                                                | 51ː42                                                            | 23                                                               | 3. forduló                                                       | Theo Brokmann Jr.                                                | 11                                                               | 14                                                               |
| 1949-50  | Első osztály                                                     | 1. hely                                                          | 28                                                               | 19                                                               | 1                                                                | 8                                                                | 59ː36                                                            | 39                                                               | Nem szerepelt                                                    | Rinus Michels                                                    | 16                                                               | 26                                                               |
| 1950-51  | Első osztály                                                     | 8. hely                                                          | 22                                                               | 7                                                                | 7                                                                | 8                                                                | 31ː40                                                            | 21                                                               | Nem rendeztek kupát                                              | Gé van Dijk                                                      | 7                                                                | 18                                                               |
| 1951-52  | Első osztály                                                     | 1. hely                                                          | 32                                                               | 19                                                               | 5                                                                | 8                                                                | 84ː46                                                            | 43                                                               | Nem rendeztek kupát                                              | Rinus Michels                                                    | 15                                                               | 19                                                               |
| 1952-53  | Első osztály                                                     | 3. hely                                                          | 26                                                               | 12                                                               | 6                                                                | 8                                                                | 53ː40                                                            | 30                                                               | Nem rendeztek kupát                                              | Arend van der Wel                                                | 13                                                               | 22                                                               |
| 1953-54  | Első osztály                                                     | 2. hely                                                          | 26                                                               | 14                                                               | 9                                                                | 3                                                                | 60ː29                                                            | 37                                                               | Nem rendeztek kupát                                              | Rinus Michels                                                    | 13                                                               | 27                                                               |
| 1954-55  | Első osztály                                                     | 3. hely                                                          | 26                                                               | 12                                                               | 11                                                               | 3                                                                | 57ː30                                                            | 35                                                               | Nem rendeztek kupát                                              | Piet Burgers                                                     | 17                                                               | 21                                                               |
| 1955-56  | Első osztály                                                     | 4. hely                                                          | 34                                                               | 17                                                               | 8                                                                | 9                                                                | 64ː44                                                            | 42                                                               | Nem rendeztek kupát                                              | Piet van der Kuil                                                | 17                                                               | 33                                                               |

## Profi időszak (1956 - )
Hollandiában először az 1956-57-es szezonban indították el a profi bajnokságot, az Eredivisie-t. Bár már 2 szezonnal korábban elkezdték bevezetni a profi labdarúgást de akkor még mindig 2 külön bajnokságban játszottak a csapatok. Tehát a valódi profi labdarúgást 1956 őszén indították el, amikor a két bajnokságból egyet csináltak. Az Ajax elejétől kezdve tagja az Eredivisie-nek. Ez rajta kívül csak a Feyenoord-nak és a PSV Eindhoven-nek sikerült eddig. Az Ajax-nak nagyon jól sikerült a bemutatkozás és azonnal meg is nyerték első profi bajnoki címüket. Ennek köszönhetően már a következő szezonban bemutatkozhattak az európai kupa egyikében, a BEK-ben. Ezek után a bajnokságban elindult egy nagyon hosszú sorozat amire büszkék lehetnek. Egymás után összesen 31 szezonban - 1965-66 és 1995-96 között - végeztek dobogós helyen. Ezen belül a nagyobb részét (16 alkalommal) bajnoki címmel ünnepelték. Hollandiában egészen az 1995-96-os szezonig a győzelemért 2 pont járt, ekkor vezették be először a 3 pontos rendszert.
A nemzetközi porondon voltak gyenge és nagyon jó időszakai is a csapatnak. Minden egyes nemzetközi kupát megnyertek, ez pedig nagyon kevés klubcsapatnak sikerült eddig. A csapat legismertebb aranykorszaka az 1970-es évek elején volt, amikor 3 szezonon keresztül uralták Európát. Összesen 6 nemzetközi kupát nyertek ekkor.
| Szezonok | Eredivisie        | Eredivisie | Eredivisie | Eredivisie | Eredivisie | Eredivisie | Eredivisie | Holland-kupa  | Szuperkupa    | Nemzetközi kupák        | Nemzetközi kupák      | Gólkirály(ok)                               | Gólkirály(ok) | Gólkirály(ok) | Edzők                                                    |
| Szezonok | Végeredmény       | Mérkőzések | Gy         | D          | V          | Gólarány   | Pontszám   | Holland-kupa  | Szuperkupa    | Torna                   | Végeredmény           | Név                                         | Bajnoki       | Összes        | Edzők                                                    |
| -------- | ----------------- | ---------- | ---------- | ---------- | ---------- | ---------- | ---------- | ------------- | ------------- | ----------------------- | --------------------- | ------------------------------------------- | ------------- | ------------- | -------------------------------------------------------- |
| 1956-57  | Bajnoki cím       | 34         | 22         | 5          | 7          | 64ː40      | 49         | 2. forduló    | nem rendeztek | -                       | -                     | Wim Bleijenberg                             | 16            | 33            | Karl Humenberger                                         |
| 1957-58  | 3. hely           | 34         | 17         | 8          | 9          | 62ː44      | 42         | Nem szerepelt | nem rendeztek | BEK                     | Negyeddöntő           | Loek den Edel                               | 16            | 31            | Karl Humenberger                                         |
| 1958-59  | 6. hely           | 34         | 15         | 7          | 12         | 77ː63      | 37         | Negyeddöntő   | nem rendeztek | -                       | -                     | Wim Bleijenberg* Piet van der Kuil**        | 15 * / **     | 30 **         | Karl Humenberger                                         |
| 1959-60  | Bajnoki cím       | 34         | 22         | 6          | 6          | 109ː44     | 50         | nem rendeztek | nem rendeztek | -                       | -                     | Henk Groot                                  | 38            | 42            | Vic Buckingham                                           |
| 1959-60  | Play-off          | 1          | 1          | 0          | 0          | 5ː1        | 5ː1        | nem rendeztek | nem rendeztek | -                       | -                     | Henk Groot                                  | 38            | 42            | Vic Buckingham                                           |
| 1960-61  | 2. hely           | 34         | 22         | 7          | 5          | 102ː51     | 51         | Győzelem      | nem rendeztek | BEK                     | 3. selejtezőkör       | Henk Groot                                  | 41            | 42            | Vic Buckingham                                           |
| 1961-62  | 4. hely           | 34         | 16         | 7          | 11         | 80ː59      | 39         | 4. forduló    | nem rendeztek | KEK                     | Nyolcaddöntő          | Cees Groot                                  | 23            | 27            | Keith Spurgeon                                           |
| 1962-63  | 2. hely           | 30         | 17         | 5          | 8          | 73ː41      | 39         | Nyolcaddöntő  | nem rendeztek | Intertotó-kupa          | Csoportkör            | Cees Groot                                  | 18            | 20            | Pepi Gruber                                              |
| 1963-64  | 5. hely           | 30         | 13         | 8          | 9          | 63ː40      | 34         | Negyeddöntő   | nem rendeztek | Intertotó-kupa          | Csoportkör            | Cees Groot                                  | 22            | 26            | Jack Rowley                                              |
| 1964-65  | 13. hely          | 30         | 9          | 8          | 13         | 52ː51      | 26         | 1. forduló    | nem rendeztek | -                       | -                     | Klaas Nuninga                               | 14            | 29            | Vic Buckingham Rinus Michels                             |
| 1965-66  | Bajnoki cím       | 30         | 24         | 4          | 2          | 79ː25      | 52         | Negyeddöntő   | nem rendeztek | -                       | -                     | Johan Cruijff                               | 16            | 22            | Rinus Michels                                            |
| 1966-67  | Bajnoki cím       | 34         | 26         | 4          | 4          | 122ː34     | 56         | Győzelem      | nem rendeztek | BEK                     | Negyeddöntő           | Johan Cruijff                               | 33            | 41            | Rinus Michels                                            |
| 1967-68  | Bajnoki cím       | 34         | 27         | 4          | 3          | 96ː19      | 58         | Nyolcaddöntő  | nem rendeztek | BEK                     | 1. forduló            | Johan Cruijff                               | 27            | 32            | Rinus Michels                                            |
| 1968-69  | 2. hely           | 34         | 25         | 4          | 5          | 90ː34      | 54         | Nyolcaddöntő  | nem rendeztek | BEK                     | Döntő                 | Johan Cruijff                               | 24            | 33            | Rinus Michels                                            |
| 1969-70  | Bajnoki cím       | 34         | 27         | 6          | 1          | 100ː23     | 60         | Győzelem      | nem rendeztek | Vásárvárosok kupája     | Elődöntő              | Johan Cruijff* Dick van Dijk**              | 23 * / **     | 33 *          | Rinus Michels                                            |
| 1970-71  | 2. hely           | 34         | 24         | 5          | 5          | 90ː20      | 53         | Győzelem      | nem rendeztek | BEK                     | Győzelem              | Johan Cruijff                               | 21            | 27            | Rinus Michels                                            |
| 1971-72  | Bajnoki cím       | 34         | 30         | 3          | 1          | 104ː20     | 63         | Győzelem      | nem rendeztek | BEK                     | Győzelem              | Johan Cruijff                               | 25            | 33            | Kovács István                                            |
| 1972-73  | Bajnoki cím       | 34         | 30         | 0          | 4          | 120ː18     | 60         | 2. forduló    | nem rendeztek | BEK                     | Győzelem              | Johnny Rep                                  | 17            | 18            | Kovács István                                            |
| 1972-73  | Bajnoki cím       | 34         | 30         | 0          | 4          | 120ː18     | 60         | 2. forduló    | nem rendeztek | UEFA-Szuperkupa         | Győzelem              | Johnny Rep                                  | 17            | 18            | Kovács István                                            |
| 1972-73  | Bajnoki cím       | 34         | 30         | 0          | 4          | 120ː18     | 60         | 2. forduló    | nem rendeztek | Interkontinentális kupa | Győzelem              | Johnny Rep                                  | 17            | 18            | Kovács István                                            |
| 1973-74  | 3. hely           | 34         | 21         | 9          | 4          | 88ː30      | 51         | Elődöntő      | nem rendeztek | BEK                     | 2. forduló            | Johan Neeskens                              | 15            | 15            | George Knobel Bobby Harms *                              |
| 1973-74  | 3. hely           | 34         | 21         | 9          | 4          | 88ː30      | 51         | Elődöntő      | nem rendeztek | UEFA-Szuperkupa         | Győzelem              | Johan Neeskens                              | 15            | 15            | George Knobel Bobby Harms *                              |
| 1974-75  | 3. hely           | 34         | 21         | 7          | 6          | 76ː34      | 49         | 3. forduló    | nem rendeztek | UEFA-kupa               | 3. forduló            | Ruud Geels                                  | 30            | 30            | Hans Kraay                                               |
| 1975-76  | 3. hely           | 34         | 21         | 8          | 5          | 74ː38      | 50         | Negyeddöntő   | nem rendeztek | UEFA-kupa               | 3. forduló            | Ruud Geels                                  | 29            | 33            | Rinus Michels                                            |
| 1976-77  | Bajnoki cím       | 34         | 23         | 6          | 5          | 62ː26      | 52         | 2. forduló    | nem rendeztek | UEFA-kupa               | 1. forduló            | Ruud Geels                                  | 34            | 34            | Tomislav Ivić                                            |
| 1977-78  | 2. hely           | 34         | 20         | 9          | 5          | 85ː36      | 49         | Döntő         | nem rendeztek | BEK                     | Negyeddöntő           | Ruud Geels                                  | 30            | 32            | Tomislav Ivić                                            |
| 1978-79  | Bajnoki cím       | 34         | 24         | 6          | 4          | 93ː31      | 54         | Győzelem      | nem rendeztek | UEFA-kupa               | 3. forduló            | Ray Clarke                                  | 26            | 29            | Cor Brom                                                 |
| 1979-80  | Bajnoki cím       | 34         | 22         | 6          | 6          | 77ː41      | 50         | Döntő         | nem rendeztek | BEK                     | Elődöntő              | Dick Schoenaker                             | 13            | 14            | Leo Beenhakker                                           |
| 1980-81  | 2. hely           | 34         | 22         | 4          | 8          | 88ː54      | 48         | Döntő         | nem rendeztek | BEK                     | 2. forduló            | Wim Kieft                                   | 17            | 17            | Leo Beenhakker Aad de Mos *                              |
| 1981-82  | Bajnoki cím       | 34         | 26         | 4          | 4          | 117ː42     | 58         | 3. forduló    | nem rendeztek | KEK                     | 1. forduló            | Wim Kieft                                   | 32            | 32            | Kurt Linder                                              |
| 1982-83  | Bajnoki cím       | 34         | 26         | 6          | 2          | 106ː41     | 58         | Győzelem      | nem rendeztek | BEK                     | 1. forduló            | Wim Kieft                                   | 19            | 20            | Aad de Mos                                               |
| 1983-84  | 3. hely           | 34         | 22         | 7          | 5          | 100ː46     | 51         | 3. forduló    | nem rendeztek | BEK                     | 1. forduló            | Marco van Basten                            | 28            | 30            | Aad de Mos                                               |
| 1984-85  | Bajnoki cím       | 34         | 24         | 6          | 4          | 93ː46      | 54         | 3. forduló    | nem rendeztek | UEFA-kupa               | 2. forduló            | Marco van Basten                            | 22            | 28            | Aad de Mos                                               |
| 1985-86  | 2. hely           | 34         | 25         | 2          | 7          | 120ː35     | 52         | Győzelem      | nem rendeztek | BEK                     | 1. forduló            | Marco van Basten                            | 37            | 40            | Johan Cuijff                                             |
| 1986-87  | 2. hely           | 34         | 25         | 3          | 6          | 92ː30      | 53         | Győzelem      | nem rendeztek | KEK                     | Győzelem              | Marco van Basten                            | 31            | 45            | Johan Cuijff                                             |
| 1987-88  | 2. hely           | 34         | 23         | 4          | 7          | 78ː40      | 50         | 2. forduló    | nem rendeztek | KEK                     | Döntő                 | John Bosman                                 | 25            | 36            | Johan Cuijff Spitz Kohn * Barry Hulshoff * Bobby Harms * |
| 1987-88  | 2. hely           | 34         | 23         | 4          | 7          | 78ː40      | 50         | 2. forduló    | nem rendeztek | UEFA-Szuperkupa         | Döntő                 | John Bosman                                 | 25            | 36            | Johan Cuijff Spitz Kohn * Barry Hulshoff * Bobby Harms * |
| 1988-89  | 2. hely           | 34         | 22         | 6          | 6          | 74ː32      | 50         | Negyeddöntő   | nem rendeztek | UEFA-kupa               | 1. forduló            | Dennis Bergkamp* Stefan Pettersson**        | 13 * / **     | 16 *          | Kurt Linder Spitz Kohn *                                 |
| 1989-90  | Bajnoki cím       | 34         | 19         | 11         | 4          | 67ː23      | 49         | Elődöntő      | nem rendeztek | UEFA-kupa               | 1. forduló            | Aron Winter                                 | 10            | 10            | Leo Beenhakker                                           |
| 1990-91  | 2. hely           | 34         | 22         | 9          | 3          | 75ː21      | 53         | Negyeddöntő   | nem rendeztek | BEK                     | Nem kaptak engedélyt  | Dennis Bergkamp                             | 25            | 29            | Leo Beenhakker                                           |
| 1991-92  | 2. hely           | 34         | 25         | 5          | 4          | 83ː24      | 55         | Negyeddöntő   | -             | UEFA-kupa               | Győzelem              | Dennis Bergkamp                             | 24            | 30            | Louis van Gaal                                           |
| 1992-93  | 3. hely           | 34         | 20         | 9          | 5          | 87ː30      | 49         | Győzelem      | -             | UEFA-kupa               | Negyeddöntő           | Dennis Bergkamp                             | 26            | 33            | Louis van Gaal                                           |
| 1993-94  | Bajnoki cím       | 34         | 26         | 2          | 6          | 86ː26      | 54         | Elődöntő      | Győzelem      | KEK                     | Negyeddöntő           | Jari Litmanen                               | 26            | 34            | Louis van Gaal                                           |
| 1994-95  | Bajnoki cím       | 34         | 27         | 7          | 0          | 106ː28     | 61         | Negyeddöntő   | Győzelem      | Bajnokok Ligája         | Győzelem              | Patrick Kluivert                            | 18            | 21            | Louis van Gaal                                           |
| 1995-96  | Bajnoki cím       | 34         | 26         | 5          | 3          | 97ː24      | 83         | 3. forduló    | Győzelem      | Bajnokok Ligája         | Döntő                 | Patrick Kluivert                            | 15            | 21            | Louis van Gaal                                           |
| 1995-96  | Bajnoki cím       | 34         | 26         | 5          | 3          | 97ː24      | 83         | 3. forduló    | Győzelem      | UEFA-Szuperkupa         | Győzelem              | Patrick Kluivert                            | 15            | 21            | Louis van Gaal                                           |
| 1995-96  | Bajnoki cím       | 34         | 26         | 5          | 3          | 97ː24      | 83         | 3. forduló    | Győzelem      | Interkontinentális kupa | Győzelem              | Patrick Kluivert                            | 15            | 21            | Louis van Gaal                                           |
| 1996-97  | 4. hely           | 34         | 17         | 10         | 7          | 55ː31      | 61         | 2. forduló    | Döntő         | Bajnokok Ligája         | Elődöntő              | Patrick Kluivert* Jari Litmanen*            | 6 *           | 8 *           | Louis van Gaal                                           |
| 1997-98  | Bajnoki cím       | 34         | 29         | 2          | 3          | 112ː22     | 89         | Győzelem      | -             | UEFA-kupa               | Negyeddöntő           | Shota Arveladze                             | 25            | 37            | Morten Olsen                                             |
| 1998-99  | 6. hely           | 34         | 16         | 9          | 9          | 73ː41      | 57         | Győzelem      | -             | Bajnokok Ligája         | Csoportkör            | Jari Litmanen* Benni McCarthy**             | 11 * / **     | 13 *          | Morten Olsen Jan Wouters                                 |
| 1999-00  | 5. hely           | 34         | 18         | 7          | 9          | 72ː51      | 61         | 3. forduló    | -             | UEFA-kupa               | 3. forduló            | Richard Knopper                             | 15            | 18            | Jan Wouters Hans Westerhof                               |
| 2000-01  | 3. hely           | 34         | 18         | 7          | 9          | 85ː43      | 61         | 3. forduló    | -             | UEFA-kupa               | 2. forduló            | Shota Arveladze                             | 18            | 20            | Co Adriaanse                                             |
| 2001-02  | Bajnoki cím       | 34         | 22         | 7          | 5          | 73ː34      | 73         | Győzelem      | -             | Bajnokok Ligája         | 3. selejtezőkör       | Van der Vaart                               | 14            | 17            | Co Adriaanse Ronald Koeman                               |
| 2001-02  | Bajnoki cím       | 34         | 22         | 7          | 5          | 73ː34      | 73         | Győzelem      | -             | UEFA-kupa               | 2. forduló            | Van der Vaart                               | 14            | 17            | Co Adriaanse Ronald Koeman                               |
| 2002-03  | 2. hely           | 34         | 26         | 5          | 3          | 96ː32      | 83         | Elődöntő      | Győzelem      | Bajnokok Ligája         | Negyeddöntő           | Van der Vaart                               | 18            | 22            | Ronald Koeman                                            |
| 2003-04  | Bajnoki cím       | 34         | 25         | 5          | 4          | 79ː31      | 80         | 3. forduló    | -             | Bajnokok Ligája         | Csoportkör            | Zlatan Ibrahimović                          | 13            | 15            | Ronald Koeman                                            |
| 2004-05  | 2. hely           | 34         | 24         | 5          | 5          | 74ː33      | 77         | Elődöntő      | Döntő         | Bajnokok Ligája         | Csoportkör            | Ryan Babel* Wesley Sneijder**               | 7 * / **      | 9 **          | Ronald Koeman Danny Blind                                |
| 2004-05  | 2. hely           | 34         | 24         | 5          | 5          | 74ː33      | 77         | Elődöntő      | Döntő         | UEFA-kupa               | 16-os döntő           | Ryan Babel* Wesley Sneijder**               | 7 * / **      | 9 **          | Ronald Koeman Danny Blind                                |
| 2005-06  | 4. hely           | 34         | 18         | 6          | 10         | 66ː41      | 60         | Győzelem      | Győzelem      | Bajnokok Ligája         | Nyolcaddöntő          | Klaas-J. Huntelaar                          | 16            | 22            | Danny Blind                                              |
| 2005-06  | Play-off          | 4          | 3          | 0          | 1          | 10ː4       | 10ː4       | Győzelem      | Győzelem      | Bajnokok Ligája         | Nyolcaddöntő          | Klaas-J. Huntelaar                          | 16            | 22            | Danny Blind                                              |
| 2006-07  | 2. hely           | 34         | 23         | 6          | 5          | 84ː35      | 75         | Győzelem      | Győzelem      | Bajnokok Ligája         | 3. selejtezőkör       | Klaas-J. Huntelaar                          | 21            | 35            | Henk ten Cate                                            |
| 2006-07  | Play-off          | 4          | 3          | 0          | 1          | 10ː4       | 10ː4       | Győzelem      | Győzelem      | UEFA-kupa               | 16-os döntő           | Klaas-J. Huntelaar                          | 21            | 35            | Henk ten Cate                                            |
| 2007-08  | 2. hely           | 34         | 20         | 9          | 5          | 94ː45      | 69         | 3. forduló    | Győzelem      | Bajnokok Ligája         | 3. selejtezőkör       | Klaas-J. Huntelaar                          | 33            | 36            | Henk ten Cate Adrie Koster                               |
| 2007-08  | Play-off          | 4          | 2          | 1          | 1          | 6ː4        | 6ː4        | 3. forduló    | Győzelem      | UEFA-kupa               | 1. forduló            | Klaas-J. Huntelaar                          | 33            | 36            | Henk ten Cate Adrie Koster                               |
| 2008-09  | 3. hely           | 34         | 21         | 5          | 8          | 74ː41      | 68         | 2. forduló    | -             | UEFA-kupa               | Nyolcaddöntő          | Luis Suárez                                 | 22            | 28            | Marco van Basten John van ’t Schip *                     |
| 2009-10  | 2. hely           | 34         | 27         | 4          | 3          | 106ː20     | 85         | Győzelem      | -             | Európa Liga             | 16-os döntő           | Luis Suárez                                 | 35            | 49            | Martin Jol                                               |
| 2010-11  | Bajnoki cím       | 34         | 22         | 7          | 5          | 72ː30      | 73         | Döntő         | Döntő         | Bajnokok Ligája         | Csoportkör            | El Hamdaoui                                 | 13            | 19            | Martin Jol Frank de Boer                                 |
| 2010-11  | Bajnoki cím       | 34         | 22         | 7          | 5          | 72ː30      | 73         | Döntő         | Döntő         | Európa Liga             | Nyolcaddöntő          | El Hamdaoui                                 | 13            | 19            | Martin Jol Frank de Boer                                 |
| 2011-12  | Bajnoki cím       | 34         | 23         | 7          | 4          | 93ː36      | 76         | 4. kör        | Döntő         | Bajnokok Ligája         | Csoportkör            | Siem de Jong                                | 13            | 17            | Frank de Boer                                            |
| 2011-12  | Bajnoki cím       | 34         | 23         | 7          | 4          | 93ː36      | 76         | 4. kör        | Döntő         | Európa Liga             | 16-os döntő           | Siem de Jong                                | 13            | 17            | Frank de Boer                                            |
| 2012-13  | Bajnoki cím       | 34         | 22         | 10         | 2          | 83ː31      | 76         | Elődöntő      | Döntő         | Bajnokok Ligája         | Csoportkör            | Siem de Jong                                | 12            | 16            | Frank de Boer                                            |
| 2012-13  | Bajnoki cím       | 34         | 22         | 10         | 2          | 83ː31      | 76         | Elődöntő      | Döntő         | Európa Liga             | 16-os döntő           | Siem de Jong                                | 12            | 16            | Frank de Boer                                            |
| 2013-14  | Bajnoki cím       | 34         | 20         | 11         | 3          | 69ː28      | 71         | Döntő         | Győzelem      | Bajnokok Ligája         | Csoportkör            | Davy Klaassen* K.Sigþórsson* Lasse Schøne** | 10 *          | 14 **         | Frank de Boer                                            |
| 2013-14  | Bajnoki cím       | 34         | 20         | 11         | 3          | 69ː28      | 71         | Döntő         | Győzelem      | Európa Liga             | 16-os döntő           | Davy Klaassen* K.Sigþórsson* Lasse Schøne** | 10 *          | 14 **         | Frank de Boer                                            |
| 2014-15  | 2. hely           | 34         | 21         | 8          | 5          | 69ː29      | 71         | 4. kör        | Döntő         | Bajnokok Ligája         | Csoportkör            | Arkadiusz Milik                             | 11            | 23            | Frank de Boer                                            |
| 2014-15  | 2. hely           | 34         | 21         | 8          | 5          | 69ː29      | 71         | 4. kör        | Döntő         | Európa Liga             | Nyolcaddöntő          | Arkadiusz Milik                             | 11            | 23            | Frank de Boer                                            |
| 2015-16  | 2. hely           | 34         | 25         | 7          | 2          | 81ː21      | 82         | 3. kör        | -             | Bajnokok Ligája         | 3. selejtezőkör       | Arkadiusz Milik                             | 21            | 24            | Frank de Boer                                            |
| 2015-16  | 2. hely           | 34         | 25         | 7          | 2          | 81ː21      | 82         | 3. kör        | -             | Európa Liga             | Csoportkör            | Arkadiusz Milik                             | 21            | 24            | Frank de Boer                                            |
| 2016-17  | 2. hely           | 34         | 25         | 6          | 3          | 79ː23      | 81         | 3. kör        | -             | Bajnokok Ligája         | Play-off              | Kasper Dolberg                              | 16            | 23            | Peter Bosz                                               |
| 2016-17  | 2. hely           | 34         | 25         | 6          | 3          | 79ː23      | 81         | 3. kör        | -             | Európa Liga             | Döntő                 | Kasper Dolberg                              | 16            | 23            | Peter Bosz                                               |
| 2017-18  | 2. hely           | 34         | 25         | 4          | 5          | 89ː33      | 79         | 3. kör        | -             | Bajnokok Ligája         | 3. selejtezőkör       | David Neres                                 | 14            | 14            | Marcel Keizer Michael Reiziger * Erik ten Hag            |
| 2017-18  | 2. hely           | 34         | 25         | 4          | 5          | 89ː33      | 79         | 3. kör        | -             | Európa Liga             | Rájátszás             | David Neres                                 | 14            | 14            | Marcel Keizer Michael Reiziger * Erik ten Hag            |
| 2018-19  | Bajnoki cím       | 34         | 28         | 2          | 4          | 119ː32     | 86         | Győzelem      | -             | Bajnokok Ligája         | Elődöntő              | Dušan Tadić                                 | 28            | 38            | Erik ten Hag                                             |
| 2019-20  | Nem fejezték be * | 25         | 18         | 2          | 5          | 68ː23      | 56         | Elődöntő      | Győzelem      | Bajnokok Ligája         | Csoportkör            | Quincy Promes* Dušan Tadić**                | 12 *          | 16 * / **     | Erik ten Hag                                             |
| 2019-20  | Nem fejezték be * | 25         | 18         | 2          | 5          | 68ː23      | 56         | Elődöntő      | Győzelem      | Európa Liga             | 16-os döntő           | Quincy Promes* Dušan Tadić**                | 12 *          | 16 * / **     | Erik ten Hag                                             |
| 2020-21  | Bajnoki cím       | 34         | 28         | 4          | 2          | 102ː23     | 88         | Győzelem      | nem rendeztek | Bajnokok Ligája         | Csoportkör            | Dušan Tadić                                 | 14            | 22            | Erik ten Hag                                             |
| 2020-21  | Bajnoki cím       | 34         | 28         | 4          | 2          | 102ː23     | 88         | Győzelem      | nem rendeztek | Európa Liga             | Negyeddöntő           | Dušan Tadić                                 | 14            | 22            | Erik ten Hag                                             |
| 2021-22  | Bajnoki cím       | 34         | 26         | 5          | 3          | 98ː19      | 83         | Döntő         | Döntő         | Bajnokok Ligája         | Nyolcaddöntő          | Sébastien Haller                            | 21            | 34            | Erik ten Hag                                             |
| 2022-23  | 3. hely           | 34         | 20         | 9          | 5          | 86:38      | 69         | Döntő         | -             | Bajnokok Ligája         | Csoportkör            | Brian Brobbey* Mohammed Kudus**             | 13 *          | 18 **         | Alfred Schreuder John Heitinga                           |
| 2022-23  | 3. hely           | 34         | 20         | 9          | 5          | 86:38      | 69         | Döntő         | -             | Európa Liga             | Nyolcaddöntő play-off | Brian Brobbey* Mohammed Kudus**             | 13 *          | 18 **         | Alfred Schreuder John Heitinga                           |
| 2023-24  | 5. hely           | 34         | 15         | 11         | 8          | 74:61      | 56         | 2. kör        | -             | Európa Liga             | Csoportkör            | Brian Brobbey                               | 18            | 22            | Maurice Steijn Hedwiges Maduro * John van ’t Schip       |
| 2023-24  | 5. hely           | 34         | 15         | 11         | 8          | 74:61      | 56         | 2. kör        | -             | Konferencia Liga        | Nyolcaddöntő          | Brian Brobbey                               | 18            | 22            | Maurice Steijn Hedwiges Maduro * John van ’t Schip       |
| 2024-25  | 2. hely           | 34         | 24         | 6          | 4          | 67:32      | 78         | Nyolcaddöntő  | -             | Európa Liga             | Nyolcaddöntő          | Wout Weghorst* Kenneth Taylor**             | 10*           | 15**          | Francesco Farioli                                        |

- Ahol több edző van írva egymás alá, ott a felső neveket idő előtt menesztették és a legalsó nevű edzővel fejezte be a csapat a szezont
- A dőlt betűvel írt edzők akiknek a neve mellett csillag van, csupán átmenetileg irányították a csapatot
- A 2019/20-as bajnoki szezont koronavírus-járvány miatt nem fejezték be. A 26. forduló után márciusban leállították a bajnokságot és nem fejezték be. Az Ajax-nak volt 1 elmaradt mérkőzése amit nem játszottak le. Az 1. helyen végeztek a bajnokságban de nem hirdettek hivatalosan bajnokot.